# Attrition – Gnadenlose Jagd
Attrition – Gnadenlose Jagd (Originaltitel: Attrition, Alternativtitel Final Mission) ist ein US-amerikanischer Actionfilm aus dem Jahr 2018, der von Mathieu Weschler inszeniert wurde.

## Handlung
Axe, ein ehemaliger Soldat bei den Special Forces, hat sich in Thailand in einem kleinen Dorf zur Ruhe gesetzt, wo er traditionelle chinesische Medizin und den Buddhismus praktiziert. Eines Tages wird er gebeten, das entführte Mädchen Tara zu retten, die angeblich mystische Kräfte besitzt. Bei den Entführern handelt es sich um Menschenhändler, die vom skrupellosen Qmom angeführt werden. Dieser will Tara für seine finsteren Pläne missbrauchen. Axe willigt ein und stellt dazu sein Team aus Chen Man, Yinying, Infidel, Hollywood und Scarecrow auf.
Die Spur der Menschenhändler führt sie in die Grenzstadt Mong La. In der dortigen Unterwelt müssen sie zahlreiche Kämpfe bestehen, unter anderem gegen den brutalen Kämpfer Black Claw Ma, der rechten Hand Qmoms. Zum Showdown kommt es schließlich in Qmoms Nachtclub. Axe und Qmom stehen sich dort in einem Schwertkampf gegenüber, in welchem Axe siegreich bleibt. Er tötet Qmom und befreit Tara.

## Produktion
Der Hauptdarsteller und Produzent Steven Seagal schrieb auch das Drehbuch zu diesem Film. Der Film trug ursprünglich den Titel Final Mission und wurde am 24. September 2018 als Direct-to-Video-Veröffentlichung veröffentlicht. In Deutschland wurde er im Dezember 2019 direkt auf DVD veröffentlicht.

## Rezeption
„Ein von seiner Handlung her völlig formelhafter Martial-Arts-Klopper mit solider Action und einem Hauptdarsteller, der mit offensichtlichem Spaß bei der Sache ist.“